# Cristian Serrano
Pour les articles homonymes, voir Serrano.
Serrano  Forero est un nom espagnol. Le premier nom de famille, en général paternel, est Serrano ; le second, en général maternel, souvent omis, est Forero.
Cristian Camilo Serrano Forero, né le 9 avril 1989 à Bogota, est un coureur cycliste colombien. Il est spécialiste des contre-la-montre. Il a notamment remporté la médaille d'or des Juegos Deportivos Nationales 2015 et le bronze aux Championnats panaméricains de 2016.

## Repères biographiques
Cristian Serrano est né à Bogota mais grandit dans le département du Meta. Marié, père d'une enfant, Cristian Serrano mesure 1,75 m et pèse 60 kg. Il commence le cyclisme par le VTT et se met à la compétition sur route réellement depuis 2013.
Serrano fait son apparition sur la scène nationale du cyclisme colombien lors de la Clásica de Anapoima 2014. Il y est le seul à terminer à moins d'une minute d'Óscar Sevilla, lors du contre-la-montre de clôture. Ce qui lui permet de finir deuxième de l'épreuve. L'année suivante, il s'impose sur la même étape pour quelques centièmes devant Sevilla.
Il réapparait, des mois plus tard, en haut des classements lors de la deuxième étape du Clásico RCN, un contre-la-montre se déroulant dans le département du Meta. Il termine troisième à deux secondes d'un autre Metense, Omar Mendoza. Contraint à l'abandon, il se prépare de nombreuses semaines pour le contre-la-montre des Juegos Deportivos Nationales 2015. Il remporte la médaille d'or devant vingt-huit concurrents de dix-sept départements, reléguant son dauphin Edwin Sánchez, à cinq secondes. Il espère ainsi décrocher un contrat dans une équipe pour la saison suivante. Cette victoire met en exergue le travail réalisé par la ligue cycliste du Meta, pour développer ce sport dans le département, ce dont a profité Cristian Serrano, notamment en recevant d'IDERMETA un salaire minimum légal et l'appui financier pour participer aux compétitions en dehors du département.
Sa nouvelle formation "EBSA" commence la saison 2016, lors de la Clásica de Anapoima, où Serrano termine deuxième de l'épreuve chronométrée. Ce résultat, associé à son succès lors des Juegos Deportivos Nationales, fait de lui le premier Metense sélectionné pour représenter son pays, dans l'épreuve du contre-la-montre des championnats panaméricains. Deux Colombiens se hissent sur le podium continental et Cristian Serrano termine troisième à 58 s de son compatriote Walter Vargas. Puis il participe au Tour de Colombie dans l'anonymat des classements. Par contre, il en va tout autrement à la Vuelta a Boyacá, au mois de septembre. Seul Miguel Ángel López de l'équipe World Tour Astana n'est pas relégué à plus de deux minutes dans l'étape contre-la-montre qu'il remporte.
Avant de trouver un contrat avec l'équipe continentale Coldeportes-Zenú, début janvier 2017, il gardait la confiance du directeur sportif de la formation "EBSA" Rafael Antonio Niño et déclarait comme objectif pour la saison, « vouloir améliorer ce qu'il avait réalisé l'année précédente » et intégrer à nouveau la sélection nationale. Au mois de février, il met à profit ses qualités de rouleur pour gagner l'étape chronométrée et le classement général de la Clásica de Rionegro, première course à étapes remportée par Serrano. Le même jour, le président de la ligue cycliste du Meta annonce sa présence dans la sélection départementale pour les Championnats de Colombie. Bien que favori,, il échoue à la septième place du contre-la-montre. Sélectionné pour les championnats panaméricains, il termine cinquième de l'épreuve chronométrée, échouant à vingt secondes de la médaille de bronze.

## Palmarès
- 2014
  - 2e de la Clásica de Anapoima
- 2015
  -  Médaillé d'or du contre-la-montre des XX Juegos Deportivos Nacionales[22]
  - 3e étape de la Clásica de Anapoima (contre-la-montre)
- 2016
  - 4e étape de la Vuelta a Boyacá (contre-la-montre)
  -  Médaillée de bronze du contre-la-montre des championnats panaméricains
- 2017
  - Clásica de Rionegro :
    - Classement général
    - 3e étape (contre-la-montre)

## Classements mondiaux
| Année            | 2016 | 2017 |
| ---------------- | ---- | ---- |
| UCI America Tour | 128e | 151e |